# United States Naval Ship

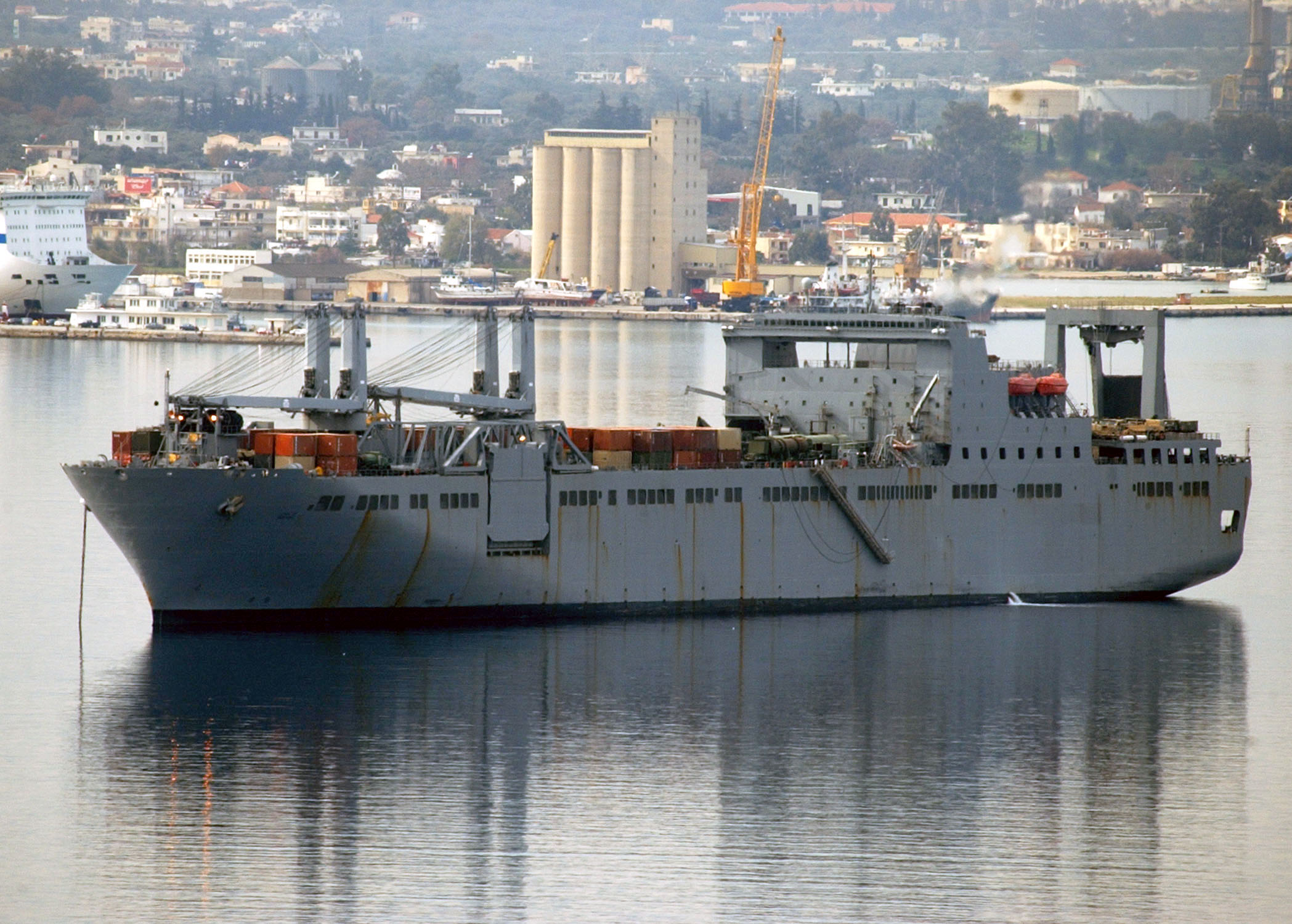
USNS Bob Hope (T-AKR-300)

United States Naval Ship (sigla USNS) è la denominazione che si premette a navi che — pur essendo in servizio presso la marina militare statunitense — non sono propriamente navi da guerra. Si tratta per lo più di navi-appoggio (per funzioni logistiche) con equipaggio civile, formato da dipendenti del dipartimento della marina oppure da dipendenti di imprese private (cosiddetti contractor).
Tutte queste imbarcazioni dipendono dal Military Sealift Command.
Esistono anche navi con funzioni speciali come ricerca e sorveglianza elettronica, contrassegnate dal prefisso T-AGOS, come le classi Stalwart e Victorious o gli esemplari unici Impeccable e la piattaforma semovente radar SBX-1.
Le navi da guerra vere e proprie sono contraddistinte dalla sigla "USS" (United States Ship, "Nave degli Stati Uniti".

## Lista delle USNS
Questi sono i vascelli attualmente designati come "USNS":
- USNS 1st Lt Harry L. Martin (T-AK-3015)
- USNS Algol (T-AKR-287)
- USNS Altair (T-AKR-291)
- USNS Antares (T-AKR-294)
- USNS Apache (T-ATF-172)
- USNS Bellatrix (T-AKR-288)
- USNS Big Horn (T-AO-198)
- USNS Bob Hope (T-AKR-300)
- USNS Bowditch (T-AGS-62)
- USNS Bridge (T-AOE-10)
- USNS Capable (T-AGOS 16)
- USNS Capella (T-AKR-293)
- USNS Catawba (T-ATF-168)
- USNS Comfort (T-AH-20)
- USNS Concord (T-AFS-5)
- USNS Dahl (T-AKR-312)
- USNS Denebola (T-AKR-289)
- USNS Effective (T-AGOS-21)
- USNS Flint (T-AE-32)
- USNS Gilliland (T-AKR-298)
- USNS Gordon (T-AKR-296)
- USNS Guadalupe (T-AO-200)
- USNS Hayes (T-AG-195)
- USNS Henry J. Kaiser (T-AO-187)
- USNS Henson (T-AGS-63)
- USNS John Ericsson (T-AO-194)
- USNS John Lenthall (T-AO-189)
- USNS John McDonnell (T-AGS-51)
- USNS Kanawha (T-AO-196)
- USNS Kilauea (T-AE-26)
- USNS Kiska (T-AE-35)
- USNS Laramie (T-AO-203)

- USNS Leroy Grumman (T-AO-195)
- USNS Littlehales (T-AGS-52)
- USNS Loyal (T-AGOS-22)
- USNS Mercy (T-AH-19)
- USNS Mission Buenaventura (T-AO-111)
- USNS Mount Baker (T-AE-34)
- USNS Navajo (T-ATF-169)
- USNS Niagara Falls (T-AFS-3)
- USNS Observation Island (T-AGM-23)
- USNS Pathfinder (T-AGS-60)
- USNS Patuxent (T-AO-201)
- USNS Pecos (T-AO-197)
- USNS Pollux (T-AKR-290)
- USNS Rappahannock (T-AO-204)
- USNS Red Cloud (T-AKR-313)
- USNS Regulus (T-AKR-292)
- USNS San Jose (T-AFS-7)
- USNS Saturn (T-AFS-10)
- USNS Shasta (T-AE-33)
- USNS Shughart (T-AKR-295)
- USNS Sioux (T-ATF-171)
- USNS Sisler (T-AKR-311)
- USNS Spica (T-AFS-9)
- USNS Sumner (T-AGS-61)
- USNS Tippecanoe (T-AO-199)
- USNS Victorious (T-AGOS-19)
- USNS Walter S. Diehl (T-AO-193)
- USNS Waters (T-AGS-45)
- USNS Watson (T-AKR-310)
- USNS Yano (T-AKR-297)
- USNS Yukon (T-AO-202)
- USNS Zeus (T-ARC-7)